# Сент-Пол (река)
Сент-Пол (англ. Saint Paul, фр. Saint Paul) — река в Западной Африке. Берёт начало в юго-восточной части Гвинеи, в 45 км к востоку от города Нзерекоре. Пересекает границу Либерии в 40 км к северу от города Гбарнга. Впадает в Атлантический океан в 8 км к северу от города Монровия. Длина 450 км. Площадь бассейна 21 900 км². В устье расположен остров Бушрод.
Название «Сент-Пол» дали реке португальские мореплаватели в XV веке, которые впервые увидели её на праздник Святого Павла.
В устье реки первые поселения европейцев были основаны в XVI веке португальцами. Постоянное население в устье реки стало проживать в XIX веке, когда стали прибывать, освободившиеся из рабства афроамериканцы и основывали небольшие поселения. Впоследствии протестантские американские миссионеры начали проводить миссию обучения местного населения, проживающего неподалёку от берегов Сент-Пол. Благодаря миссионеру Дэвиду Дэю на реке возникло судоходство вверх по течению реки с целью осуществления торговли и образовательных миссий.